# Charles Wiener

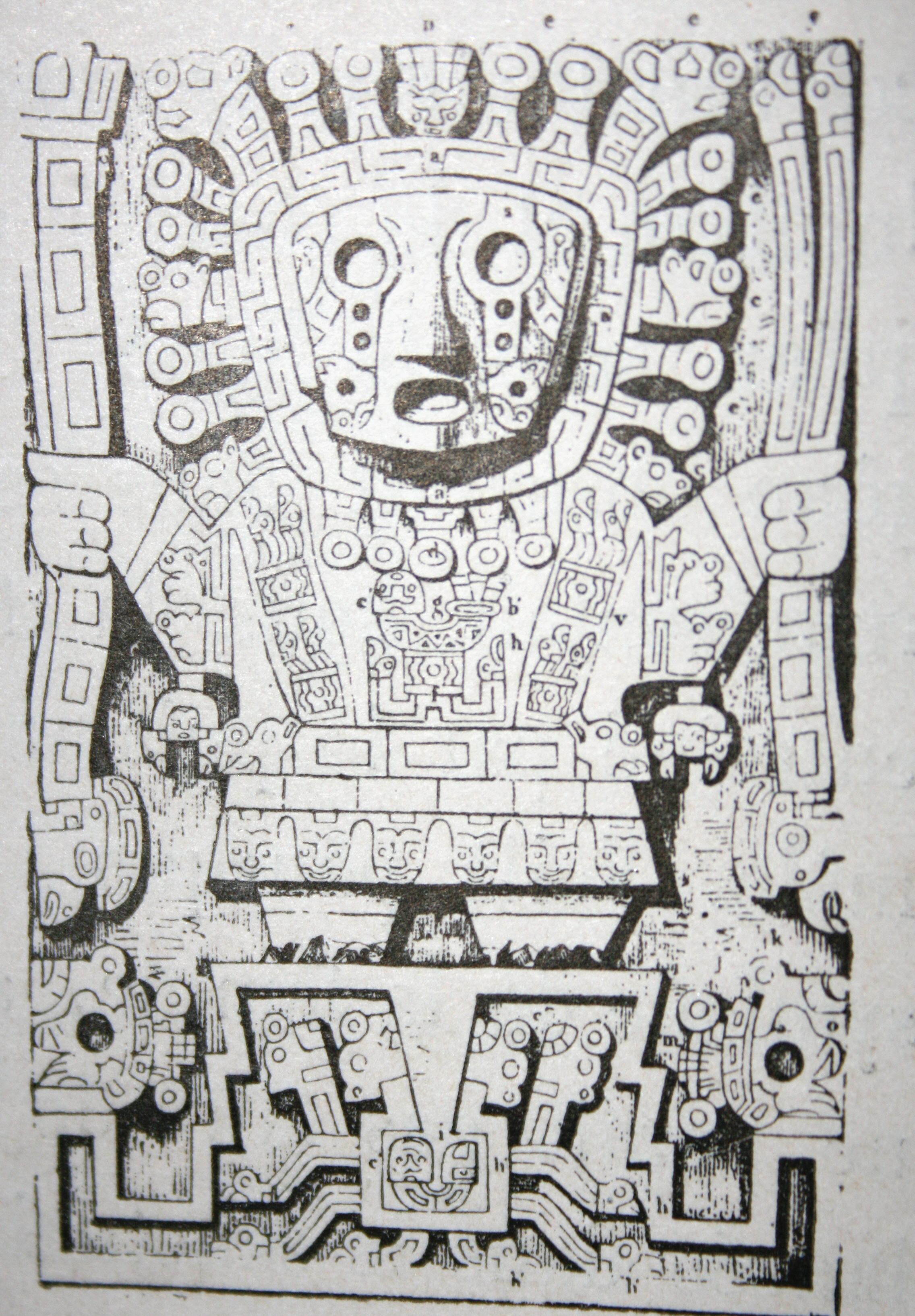
A Napisten kapujának részlete Tiwanakuban
(Charles Wiener rajza)

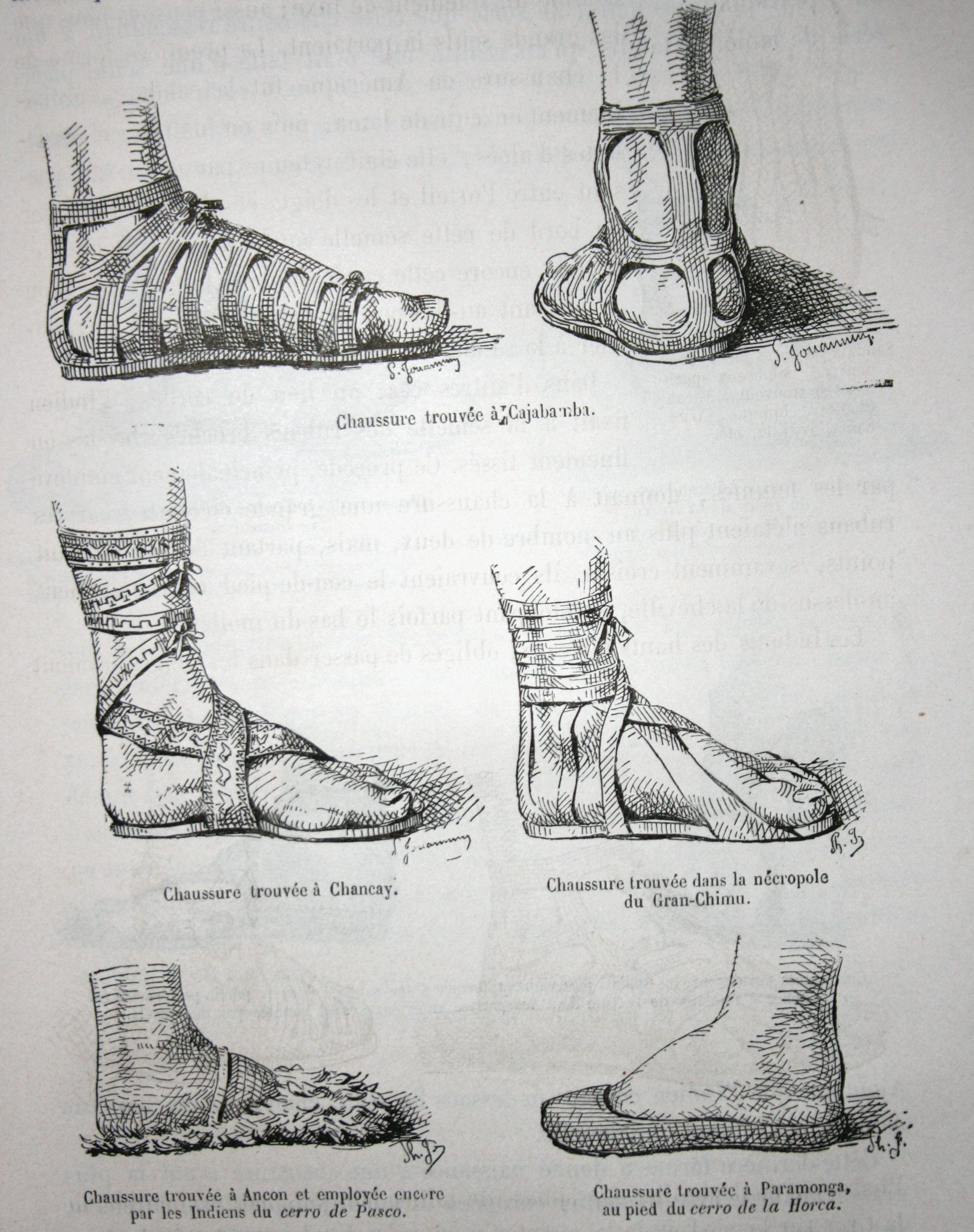
Perui lábbelik
(Charles Wiener rajza)

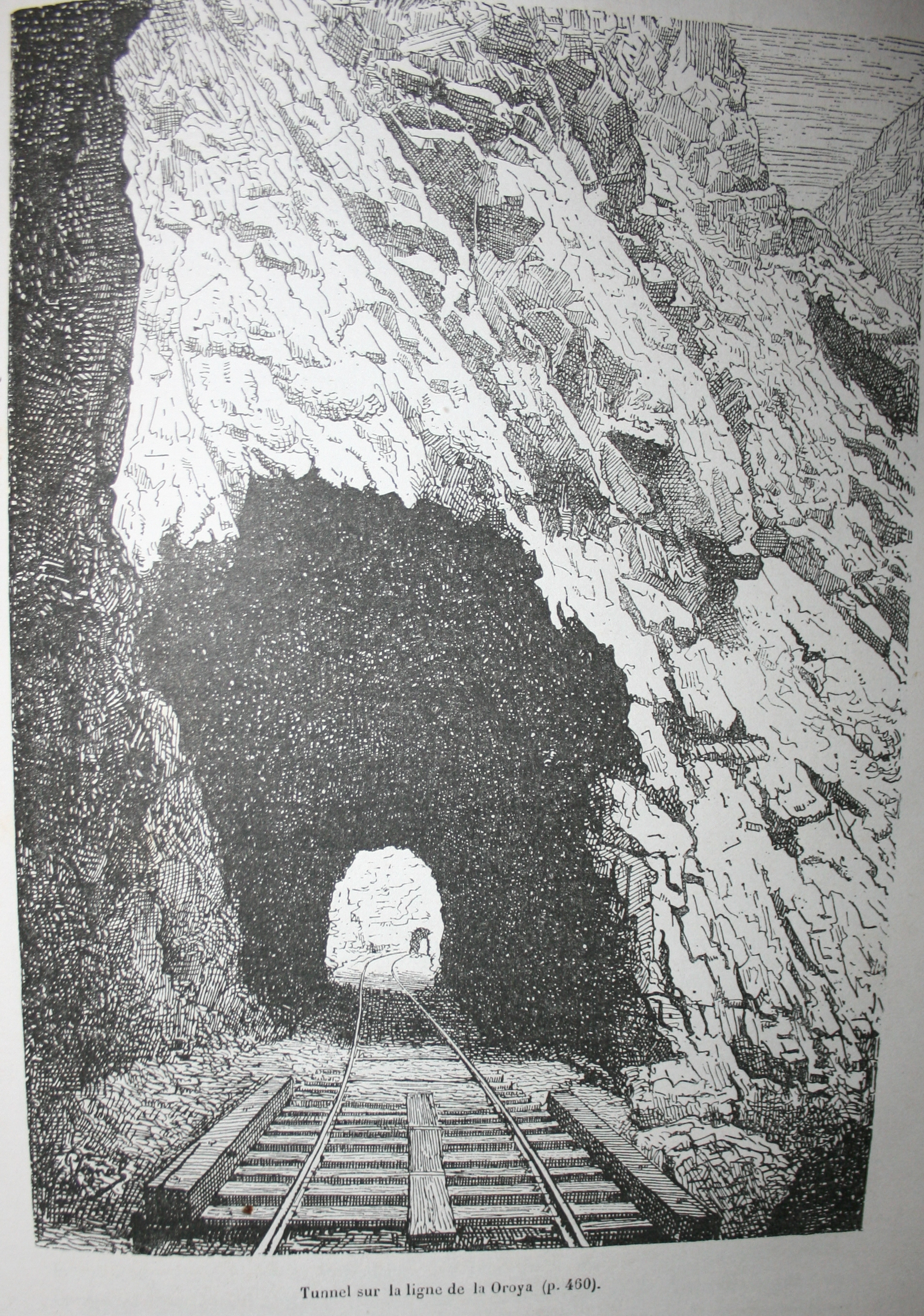
Charles Wiener rajza a La Oroya alagútról a Pérou et Bolivie – Récit de voyage című könyvében

Charles Wiener (Bécs, 1851. augusztus 25. – Rio de Janeiro, 1913. december 3.) osztrák–francia földrajzi felfedező, nyelvész, diplomata. Keresztül-kasul bejárta és leírta Perut. Leírásai nyomán fedezték fel Machu Picchut.

## Élete

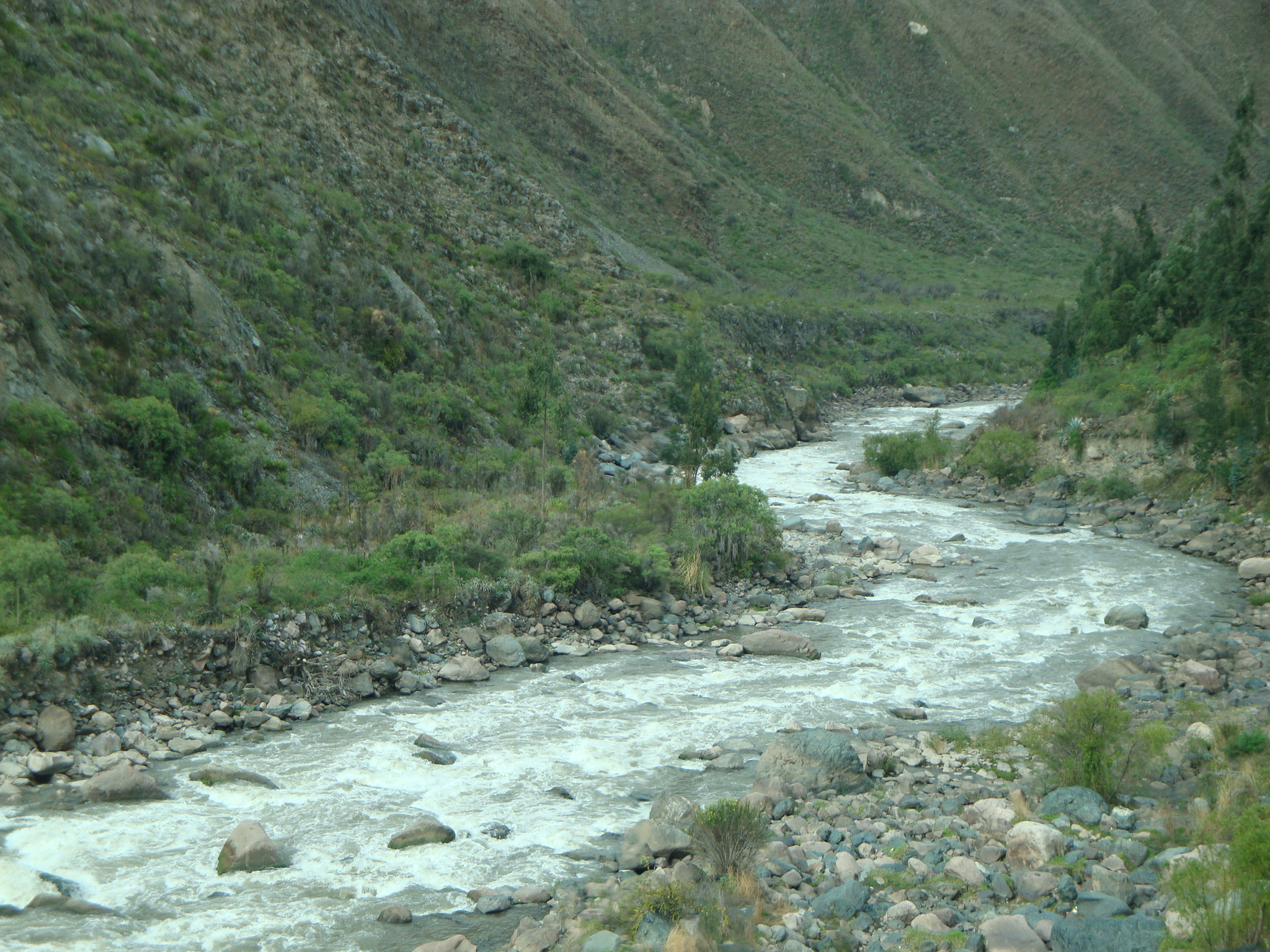
Az Urubamba folyó

Családja tizenöt éves korában Párizsba költözött. Franciául, németül, angolul és spanyolul folyékonyan beszélt. Zsidó családból származott (1878-ban katolikus hitre tért).
Külső megjelenése: magas, karcsú, szakállas, homloka széles, haja fekete, szemei kékek.
Londonban és Párizsban a francia, az angol és a német nyelv tanára volt. Ebben az időszakban fedezte fel a maga számára Perut és az inka civilizációt. Ez lett a doktori disszertációjának témája is.
1872. október 8-án professzorrá nevezték ki, 1874-ben Rostock-ban a filozófia doktora lett.
1875-ben a francia kormány megbízásából tudományos kutatásba kezdett Dél-Amerikában, elsősorban Peru és Bolívia területén, a pre-kolumbán civilizációk tekintetében. 1875-től 1877-ig részletes leírásokat és rajzokat készített a területről. A 19. században az egyik legjelentősebb európai felfedező volt Dél-Amerikában.
Nem csak földrajzi leírásokkal foglalkozott. Írt Ecuador politikájáról; egy Ignacio de Veintemilla nevű diktátor és az egyház viszonyáról; a kereskedelemről; a Galápagos-szigetek gazdasági és politikai fontosságáról; az Ecuador és Franciaország közötti kommunikációról.
Perou et Bolivie (Párizs, 1880) című munkájában közölt egy térképet Vallee de Santa-Ana címmel, ami pontatlanul ábrázolta “Huaynapicchu”-t, “Machupicchu”-tól délre helyezve, az Urubamba folyó keleti partján. A térkép a Société de Géographie társaság kiadásában jelent meg 1877-ben Párizsban, három évvel Wiener könyvének megjelenése előtt. Hiram Bingham, Machu Picchu „felfedezője” ismerte Wiener könyvét, aki leírta a Machu Picchuhoz vezető utat, amit a kedvezőtlen időjárás miatt nem tudott megközelíteni.
Wiener 4000 tételes gyűjteménnyel tért vissza Franciaországba, ezt az általa rajzolt térképek és fényképek egészítették ki.
Később diplomataként tevékenykedett több dél-amerikai országban, Franciaország képviseletében. További kutatásokat végzett az Andokban, Amazóniában és Brazíliában.
1913-ban Rio de Janeiróban halt meg.

## Munkái
- Pérou et Bolivie. Récit de voyage suivi d'études archéologiques et ethnographiques et de notes sur l'écriture et les langues des populations indiennes (1880 és 1993 között 7 kiadást ért meg)
- Chili & Chiliens (1888-ban kilencszer adták ki)
- América pintoresca; descripcion de viajes al nuevo continente por los mas modernos exploradores  – Carlos Wiener, doctor Crevaux, D. Charnay, etc., (1884 és 1994 között 8 alkalommal adták ki spanyol nyelven)
- Essai sur les institutions politiques, religieuses, économiques et sociales de l'empire des Incas (1874-ben 4 kiadás franciául)
- La République Argentine (1899-ben 3 kiadás franciául)
- América pintoresca: descripción de viajes al Nuevo Continente por los más modernos exploradores (1984 és 1987 között 3 kiadás spanyol nyelven)
- L'Amérique centrale et méridionale: et l'Exposition de 1878 by Clovis Lamarre (1878-ban 2 kiadás franciául)
- Portulan de Charles-Quint donné à Philippe II: accompagné d'une notice explicative by Frédéric Spitzer (1875-ben 1 kiadás franciául)
- América pintoresca: descripción de viajes al Nuevo Continente (1884 és 1984 között 5 kiadás spanyolul)
- Voyage au Pérou et en Bolivie (1875-1877)
- Az uj világ  – Kalandozások Amerika müvelt és vad vidékein. Utirajzok és életképek kiváló utazók leirásaiból  – Xantus János, Hesse Wartegg, Wiener Károly, Singer és Wolfner Új Idők Irodalmi Intézet Rt.

## Fordítás
- Ez a szócikk részben vagy egészben  a   Charles Wiener című angol Wikipédia-szócikk fordításán alapul.  Az eredeti cikk szerkesztőit annak laptörténete sorolja fel. Ez a jelzés csupán a megfogalmazás eredetét és a szerzői jogokat jelzi, nem szolgál a cikkben szereplő információk forrásmegjelöléseként.
- Ez a szócikk részben vagy egészben  a   Charles Wiener című francia Wikipédia-szócikk fordításán alapul.  Az eredeti cikk szerkesztőit annak laptörténete sorolja fel. Ez a jelzés csupán a megfogalmazás eredetét és a szerzői jogokat jelzi, nem szolgál a cikkben szereplő információk forrásmegjelöléseként.